# Ringelhann Béla (gépészmérnök)
Ringelhann Béla Rafael (Eger, 1883. augusztus 19. – Eger, 1954. november 30.) gépészmérnök, műszaki főtanácsos, villanygyári igazgató, Ringelhann György (1912–1962) ügyvéd és Ringelhann Béla (1917–1999) belgyógyász apja.

## Élete
Ringelhann Rafael (1850–1923) és Ollé Emília Mária (1851–1928) fiaként született. Középiskolai tanulmányait 1893 és 1901 között a Ciszterci Rend Egri Katolikus Főgimnáziumában végezte. Ezután a budapesti Műegyetemen folytatta tanulmányait, ahol gépészmérnöki oklevelet szerzett (1907). Hosszabb tanulmányutakat tett Németországban és Lengyelországban. 1908-tól az egri villamostelep igazgatója, s ugyanettől az évtől a Magyar Mérnök- és Építész-Egylet tagja. 1912-ben épült meg vezetése alatt a városi jéggyár. 1922 októberében a villamostelep vezérigazgatójává lépett elő. 1926. szeptember 25-én az egri közgyűlés határozatával megalakult a Városi Vízvezeték Építésvezetőség, s az építésvezetői teendőkkel őt bízták meg. 1927. június 21-én helyezték üzembe a megyeszékhely vízművét, amelynek kinevezték igazgatójává. A villamoshálózatot egy fázisról három fázisú rendszerre alakította át. Az 1920-as évek végétől a Városi Gépüzemek igazgatója. 1939 augusztusában a Nemzeti Munkaközpont egri szervezete elnökének választotta. 1931 márciusában a Vasas Sport Club díszelnökévé választották.
Emléktáblája az egri Tárkányi Béla utcában került elhelyezésre.

### Családja
Felesége Fejér Julianna Gabriella (1891–1971) volt, akivel 1911. szeptember 16-án Egerben kötött házasságot. Három gyermekük született: György (1912–1962), Béla (1917–1999) és Julianna (1923–1998).